# Котельницы (Нижегородская область)
Котельницы — деревня в городском округе город Чкаловск Нижегородской области России. Расположен на берегу Горьковского водохранилища в 6 км к северу от города Чкаловска.
В деревне семь улиц: Колхозная, Молодёжная, Набережная, Северная, Старые Котельницы, Центральная и Школьная. 

## Население
| 2002 | 2010 |
| ---- | ---- |
| 528  | →528 |